# Честерские галереи
Честерские галереи (англ. Chester Rows) — уникальная достопримечательность города Честер, графство Чешир, Англия. Соединённые крытые проходы по фасадам зданий на уровне второго этажа служат для входа в магазины. При этом на первом этаже также находятся магазины и другие общественные помещения. Галереи проходят вдоль четырёх главных улиц исторического центра Честера.
Честерские галереи были построены в средневековье, возможно, поверх руин римских построек; однако их точное происхождение по сей день остаётся предметом для споров. В некоторых местах новые здания перекрыли сквозной проход по галереям. Строители же других новостроек сохранили их в планировке. Ряд зданий с галереями (они, обычно, четырёхэтажные) признаны историческими памятниками культурного наследия Англии. Большая часть помещений на первом и втором уровне до сих пор используются как магазины, но присутствуют также офисы, рестораны, кафе, конференц-залы.

## Описание

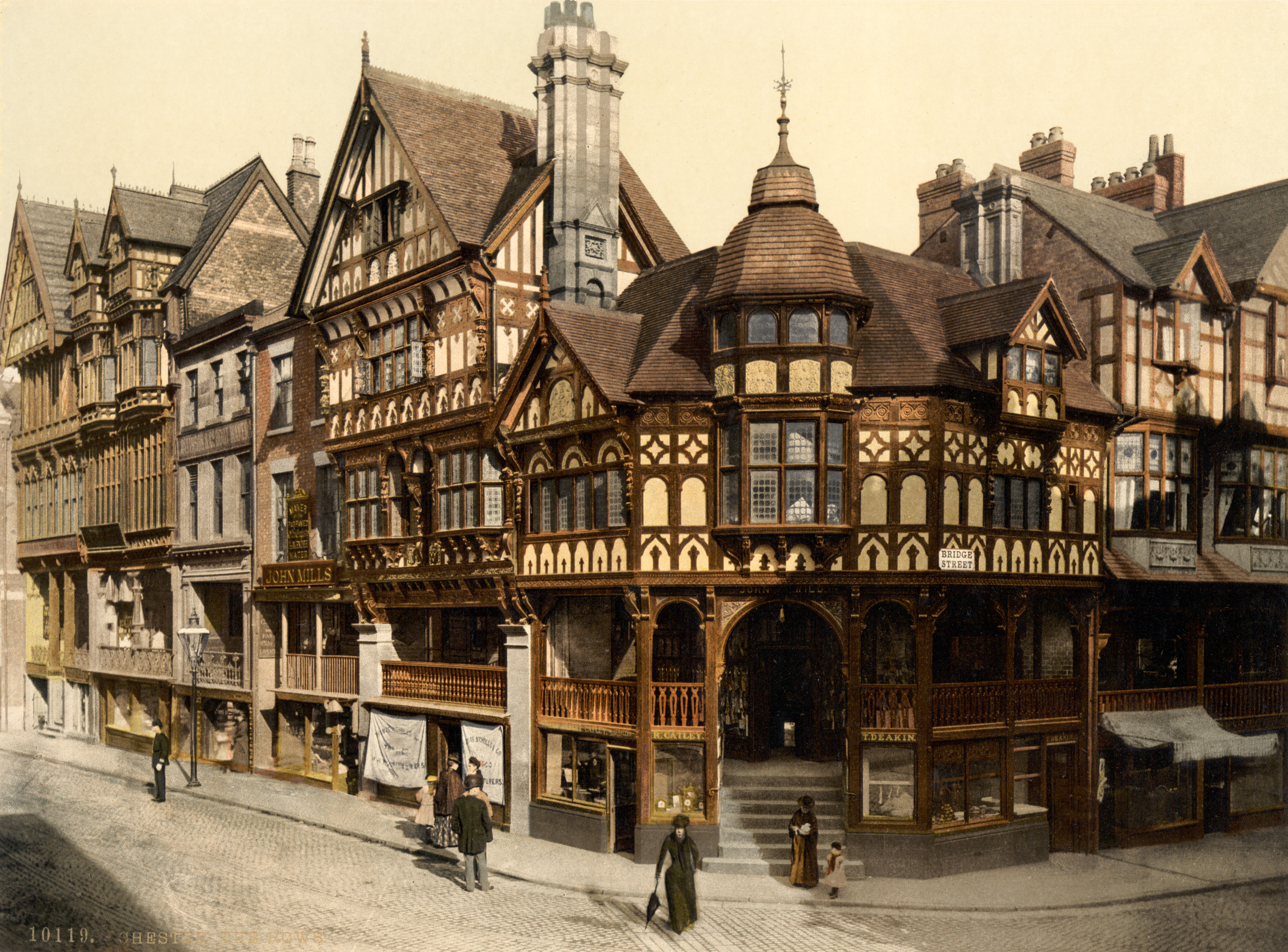
Площадь Честер-Кросс в 1895 году

Честерские галереи фактически представляют собой непрерывную пешеходную зону, охватывающую исторический центр города. Со стороны улицы галереи ограждены перилами; с внешней стороны галереи есть и витрины, относящиеся к магазинам напротив. Подъём с улицы на галерею осуществляется по лестницам. Третий и четвёртый этажи зданий с галереями часто используются как конторы и склады магазинов.
Галереи есть на всех улицах, отходящих от площади Честер-Кросс: они проходят непрерывно по обеим сторонам Аппер-Бридж-стрит, по большей части Уотергейт-стрит и Истгейт-Стрит, а также по небольшому участку вдоль восточной стороны Нортгейт-стрит. Первоначально, галереи были и вдоль Лоуэр-Бридж-стрит, но в XVII—XVIII веках их заделали.
Цокольные этажи исторических зданий с галереями, в основном, каменные, в то время как бо́льшая часть домов — деревянные. Как правило, чтобы войти в помещения нижнего уровня, нужно спуститься на несколько ступеней. Порядка двух десятков зданий сохранили сводчатые цокольные помещения со средних веков, в то время как выше уровня земли осталось совсем немного напоминаний о средневековье. Эти древние помещения называют иногда криптами, хотя, по словам историка архитектуры Николауса Певзнера, это не совсем точное слово: этажи лишь наполовину углублены в землю, а не располагаются полностью ниже уровня земли.
Деревянные надземные части зданий с галереями неоднократно перестраивались. Сохранилось лишь несколько аутентичных средневековых построек. Одна из них — здание, известное как Три старых арки. Трёхарочный фасад этого магазина выполнен из камня; вероятно, он является самым ранним точно идентифицированным магазином в Англии. В этом доме сохранилась подземная часть и зал второго уровня, тоже каменный.

## Происхождение галерей
Согласно дендрохронологическим исследованиям, честерские галереи появились в XIII веке. Первые упоминания о «Chester Rows» относятся к 1293 году, однако неизвестно, что конкретно тогда под этим подразумевалось. «Самый ранний недвусмысленный пример» использования этого термина для обозначения надземной пешеходной дорожки относится к 1356 году.
Происхождение уникальных Честерских галерей стало предметом дискуссий. Честер неоднократно страдал от пожаров. В 1278 году город практически сгорел дотла. Существуют предположения, что после пожара домовладельцам было приказано построить первые этажи огнеупорными, так и появились каменные «крипты». По другой версии, галереи были созданы по общему решению жителей Честера с целью повысить коммерческий потенциал недвижимости путём предоставления клиентам двухуровневого доступа.

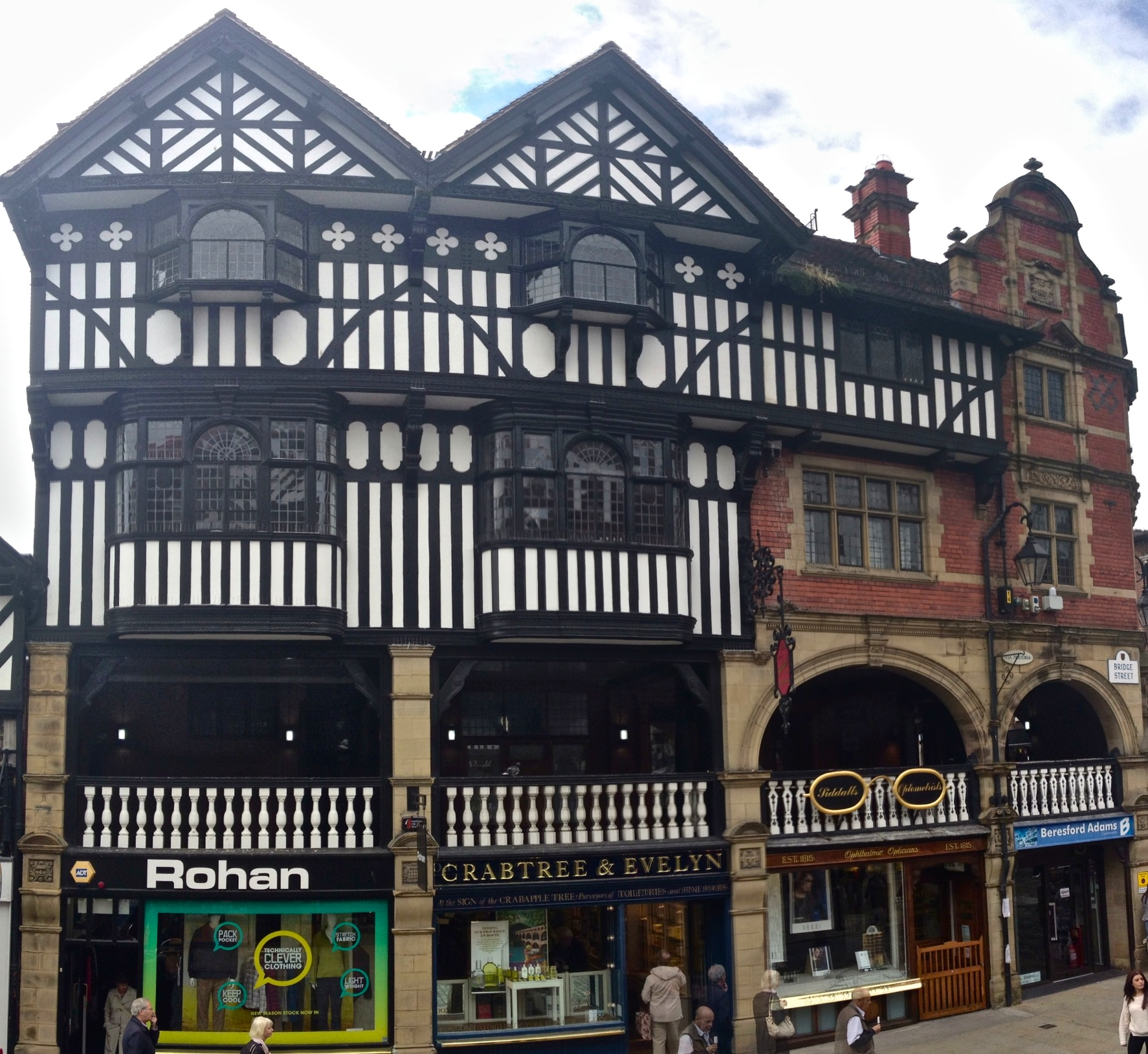
Дома 2–8 по Бридж-стрит

Даниэль Дефо во время своего путешествия по Британии около 1724 года писал, что «длинные галереи, на которые нужно подниматься по лестнице, простирающиеся вдоль улиц перед домами и соединённые с ними, построены для того, чтобы уберечь людей от дождя. Они отлично справляются с этой задачей, но при этом магазины становятся тёмными, а идти к ним приходится через сумрак и грязь, к тому же по неровной поверхности».
Джордж Борроу пишет в книге «Дикий Уэльс» в 1862 году: «Все лучшие магазины Честера находятся на галереях. Эти галереи, по которым вы поднимаетесь по лестнице вверх через узкие проходы, первоначально были построены для защиты товаров от валлийцев. Когда валлийцы врывались в город, страдали, в основном, лавки на уровне улиц, но наиболее ценные товары находились в помещениях второго этажа, куда было очень тяжело попасть; ибо по первому же сигналу тревоги двери пролётов, где были лестницы, закрывались, все выходы на улицы баррикадировались, а на верхних этажах подготавливались всевозможные снаряды, заранее запасённые на случай таких набегов».
Ещё одна версия связывает происхождение Честерских галерей с обломками римской цивилизации. Предполагается, что в средние века здания возводились прямо поверх римских руин. Дома отодвигали от улиц, чтобы перед ними был проход для пешеходов, а внизу по улице проезжали повозки. Возможно, в течение XIII века под новыми домами были раскопаны римские подвалы или подземные ходы. В дальнейшем над зданиями и проходами надстраивали верхние этажи, образовав крытые дорожки. Со стороны улицы были добавлены прилавки и витрины, и таким образом образовалась система Честерских галерей. В нескольких местах, например на углу Истгейт-стрит и Нортгейт-стрит, между галереей и улицей было построено ещё одно здание. Считается, что система галерей достигла пика развития уже к 1350 году.

## История
В средневековье через галереи проходил путь к жилым помещениям. С галереи дверь вела в зал, обычно располагаемый короткой стороной к улице. Иногда передняя часть зала использовалась как лавка; бывало, что зал полностью отводился под торговое помещение. В большом зале могло быть несколько торговых точек. Цокольные этажи использовались под склады или для продажи более ценных товаров. На втором этаже над залом располагалась светлая жилая комната. Позади зала, на уровне галерей, также было жилое пространство. Кухня, как правило, делалась отдельной постройкой на заднем дворе дома. Там же располагалась помойка и выгребная яма.

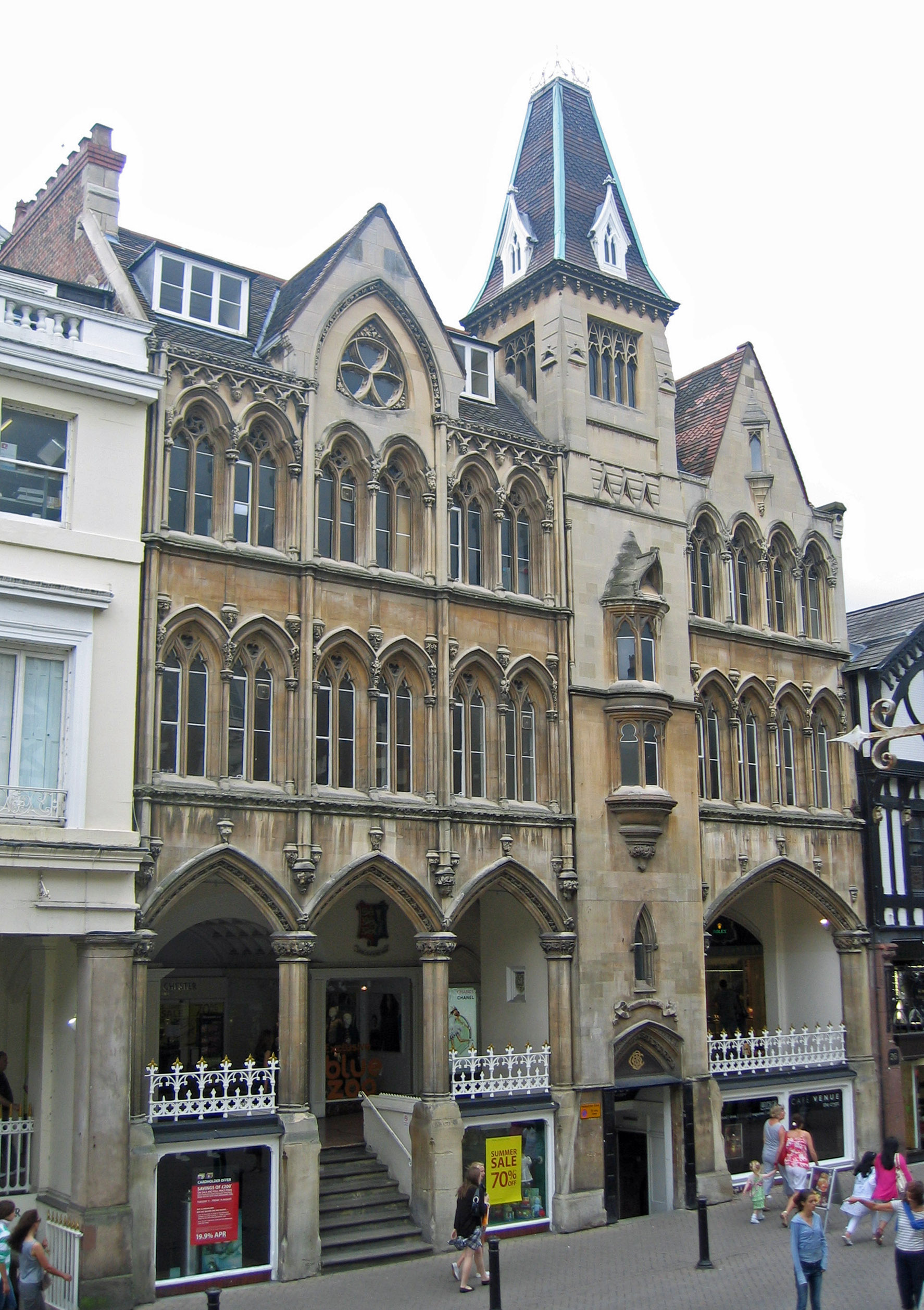
Crypt Chambers

Постепенно Честерские галереи стали перекрываться новыми постройками. Первое здание, нарушившее последовательность, находилось в северном конце Лоуэр-Бридж-стрит, ныне оно известно как паб «The Flacon». В XVII веке это был городской дом Гросвеноров, при перестройке 1626 года галерея в нём была сохранена. В 1643 году, во время осады Честера в Гражданскую войну, сэр Ричард Гросвенор перевёз сюда свою семью из загородного поместья Итон Холл. Чтобы увеличить жилую площадь дома, он получил разрешение перекрыть галерею. За Ричардом Гросвенором последовали многие владельцы домов на Лоуэр-Бридж-стрит. Позже там были построены новые дома, в которых галерея уже не была предусмотрена. Одним из них стал Бридж-Хаус, построенный Леди Калвли в 1676 году, — первый честерский дом в неоклассическом стиле. В 1699 году адвокат Джон Мейтер получает разрешение построить новый дом на Лоуэр-Бридж-стрит, 51, что также прервало галерею. В 1728 году Роджер Ормс огородил свою часть галереи в Тюдор-Хаусе, превратив её в дополнительную комнату.
В георгианскую эпоху ещё бо́льшая часть галерей была перекрыта. Больше всего этому поспособствовала коммерческая застройка севера Уотергейт-стрит. В 1808 году Томас Харрисон построил кофейню на Нортгейт-стрит в неоклассическом стиле, с аркадой на уровне второго этажа вместо галереи. В 1859-60 года банк Честера на Истгейт-стрит также прервал галерею. В то же время многие архитекторы сохраняли сквозной проход в своих проектах: георгианский особняк Джорджа Бута 1700 года на Уотергейт-стрит, неоготическое здание Crypt Chambers Томаса Пенсона 1858 года на Истгейт-Стрит, современные здания 1960-х годов на Уотергейт-стрит.
В 1995 году был разработан туристический маршрут, включающий в себя все улицы с галереями. По этим улицам был запрещён дневной проезд транспорта. 7 июля 2010 года министерство культуры и спорта Великобритании сообщило, что Честерские галереи рассматриваются как претендент на включение в Список всемирного наследия Юнеско.